# حاجي قادرداد بازار
حاجي قادرداد بازار (بالفارسية: حاجی قادرداد بازار) هي قرية تقع في قسم نغور الريفي (مقاطعة تشابهار) في إيران. يقدر عدد سكانها بـ 215 نسمة بحسب إحصاء 2016.